# Vöhringen (Bavière)
Pour l’article homonyme, voir Vöhringen (Bade-Wurtemberg).
Vöhringen est une ville de Bavière (Allemagne), située dans l'arrondissement de Neu-Ulm, dans le district de Souabe.

## Géographie
La ville de Vöhringen est située à environ 18 kilomètres au sud d'Ulm et à 40 kilomètres au nord de Memmingen sur l'Iller. Il appartient à la région de Donau-Iller en Haute-Souabe (Souabe centrale).
Vöhringen est bordé au nord par la ville de Senden, à l'est par la ville de Weißenhorn, au sud par la ville de Bellenberg et à l'ouest par la ville d'Illerrieden dans le Bade-Wurtemberg.
La ville de Vöhringen est formée des trois quartiers Illerzell, Illerberg et Thal.